# Duque de Mantua
El duque de Mantua es un personaje de la ópera Rigoletto de Giuseppe Verdi. La historia recuerda a Enrico Caruso y Francesco Tamagno como sus intérpretes más conocidos. Más recientemente son famosas las interpretaciones de Luciano Pavarotti y Plácido Domingo (conducido por Georg Solti con la English Chamber Orchestra (ECO)).
El ducado de Mantua formaba parte de lo que hoy es Italia.
- Datos: Q5815108